# Aquarel
Aquarel est une marque d'eau de source naturelle du groupe multinational Nestlé, plate ou gazeuse, commercialisée dans six pays européens.

## Sources
L'eau Aquarel provient de neuf sources différentes réparties dans six pays (trois en Espagne, deux en Allemagne, une en France, une en Belgique, une en Pologne et une en Hongrie). Chaque source porte le nom d'une espèce végétale : Abetos (sapin), Acacias, Birken (bouleau), Cedrus (cèdre), Eichen (chêne), Jaras (variété de fleur du Sud de l'Espagne), Jodla (sapin), Hêtres (hêtre) et Tilos (tilleul).

## Historique

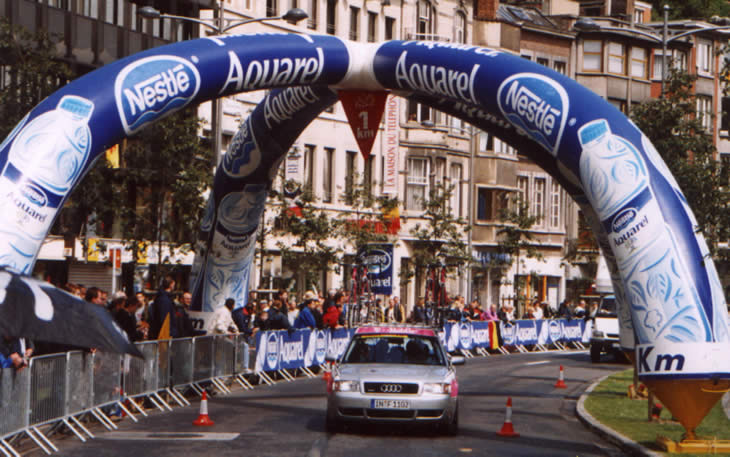
Publicité pour la marque sur la flamme rouge lors du Tour de France 2004.

En 2000, elle est commercialisée dans six pays européens.
Dans la première partie des années 2000, la marque effectue des campagnes publicitaires au sein de la Caravane publicitaire du Tour de France, ainsi que sur les signalétiques kilométriques des étapes du Tour de France.
Elle est disponible depuis 2005-2006 par le Home & Office Delivery (HOD) conformément à la stratégie de Nestlé.
En 2012, en France, le nom Aquarel a changé en raison du manque de succès dans le pays, pour le nom Nestlé Pure Life (en), une marque présente dans une trentaine de pays et numéro une aux États-Unis.